# Une vie…
Une vie est un téléroman québécois en 108 épisodes de 26 minutes scénarisé par Jean-Marc Provost et diffusé entre le 7 septembre 1982 et le 30 avril 1985 sur le réseau TVA.

## Synopsis
« Une vie » raconte les difficultés que vit un homme politique à la suite du scandale causé par sa femme alcoolique.

## Fiche technique
- Scénariste : Jean-Marc Provost
- Réalisation : Roger Legault et Paul Lepage
- Société de production : Télé-Métropole

## Distribution
- Léo Ilial : Paul-André Vanasse
- Angèle Coutu : Carole Vanasse
- Danielle Roy : Dr Anik Martin
- Johanne Tremblay : Anne Vanasse
- Martin Lajeunesse : Junior Vanasse
- Danielle Schneider : Mylaine Denault
- René Caron : Frederico Angiole
- Patrick Peuvion : M. Antoine
- Gérard Paradis : Dr Félix Bouvier
- Marc Hébert : Yvon Paiement
- Liliane Jolin : Mme Chénier
- Chantal Perrier : Marie-Josée Dubois
- Jean Brousseau : Robert Servais
- Gilles Cloutier : Marc Grenier
- Monique Chabot : Christiane Malo
- Éric Brisebois : Robin Malo
- Mario Verdon : Andrew Barrymore
- Philip Pretten : Capitaine Joseph-William Daley
- François Trottier : Claude Blais
- Yvan Canuel : Me Blanchard
- Bertrand Gagnon : Jean-Jacques Savard
- Christine Mercier : Mme Vachon
- Francine Morand : Nicole Barrymore
- Richard Brunais : Daniel Rivet
- Serge Lasalle : médecin de l'armée
- André Lemieux : Dr Roch Tessier
- Hubert Loiselle : Michel Bélanger
- Laurent Imbault : Denis Vachon
- Claire Richard : Sœur Louise
- Lina Chénier : France Gauvin
- Pier Paquette : Benoît Brossard
- Marc Legault : Lucien
- Michel Mondy : Frank Jourdain
- Nathalie Naubert : Madeleine Brossard
- Guy Godin : Père Raoul Gibeau
- Gérard Delmas : Ange Morali
- Raymond Bouchard : Aldo Vincelli
- Arlette Sanders : Mamma Angiole
- Carole Chatel : Rita Verot
- Annie Clavel : Pascale Chénier
- Mimi D'Estée : Ida Quintin
- Françoise Forte : Ti-Beu
- Bull Gregory : Garde du corps
- Madeleine Gérôme : Sœur Marie-Jeanne
- Marie-Chantal Labelle : Shirley
- Jean-Luc Montminy : Jacques Richard
- Lucille Papineau : Émerise
- Benoît Reid : Fan-Fan Lachapelle
- Denis Caissy : Participant au procès